# Опъртюнити (марсоход)
„Опъртюнити“ (среща се и като „Опортюнити“) (на английски: Opportunity, означава възможност, удобен случай) е един от двата марсохода, които са част от космическата програма за изследване на Марс на НАСА Марс Експлорейшън Ровър (вторият е „Спирит“). „Опъртюнити“ каца на повърхността на планетата на 25 януари 2004 г., три седмици след като „Спирит“ се приземява на другата страна на планетата.
Последната комуникация със „Спирит“ е на 22 март 2010 и на 25 май 2011 НАСА обявява, че мисията продължава само с марсохода „Опъртюнити“.
Названието на марсохода, в рамките на традиционен конкурс на НАСА, е дадено от 9-годишното момиче от руски произход Софи Колиз, родено в Русия и осиновено от американско семейство от Аризона.
Към началото на 2018 г. „Опъртюнити“ продължава ефективно да функционира, превишавайки над 55 пъти планирания срок от 90 марсиански слънчеви денонощия, преминавайки към януари 2018 г. 45 km, като през цялото това време получава енергия само от слънчевите батерии. Почистването на слънчевите панели от прах става от естествения вятър на Марс. В края на април 2010 г. продължителността на мисията достига 2246 марсиански денонощия, което я прави най-дългата сред апаратите, работили на повърхността на „червената планета“ (предишният рекорд принадлежи на автоматичната марсианска станция „Викинг 1“, работила от 1976 до 1982 г.).
На 12 юни 2018 г. марсоходът преминава в спящ режим заради продължителна и мощна пясъчна буря, препятстваща постъпването на светлина до слънчевите батерии, и оттогава не се е свързвал със Земята.
На 13 февруари 2019 г. NASA официално обявява края на мисията на марсохода.